# Slot
Et slot er en større anseelig bygning eller herregård, især (men ikke kun) en sådan, der har tilhørt en fyrstelig eller kongelig person. I daglig tale også en almindelig herregård og desuden om en stor, høj bygning eller en stor anseelig privatbolig.
For at en bygning i daglig tale bliver kaldt et slot vil den typisk have flere arkitektoniske elementer fra befæstede bygningsanlæg eller borge, f.eks. anseelig højde eller størrelse, tårn(e), skydeskår, tykke mure, voldgrav eller andre forsvarsegnede konstruktioner.

## Etymologi
Ordet slot kommer fra plattysk Slot, tysk Schloß, der betyder "lås, indelukke" og med tiden er kommet til at betyde et befæstet sted og en borg.

## Anvendelse af begrebet slot
Begrebet slot anvendes til at betegne flere forskellige typer bygninger på tværs af ejerforhold og udtryk.

### Kongelige slotte
Danmark råder over en lang række nuværende og tidligere kongelige slotte. De fleste er i statsligt eje.
Blandt de nuværende kongelige slotte er: Amalienborg, Rosenborg, Fredensborg, Gråsten.
Hertil kommer: Frederiksborg og Koldinghus, der er museer, og Marselisborg, der er i dronningens privateje.

### Statelige herrehuse og befæstede anlæg (chateaux-forts)
Ordet 'castle' på engelsk og 'château' på fransk oversættes ofte som slot på dansk. Begge ord kommer af det latinske castrum, der betyder en romersk lejr eller et befæstet område. Der er tradition for at kalde elegante eller imposante større hovedbygninger for slotte, se f.eks. Clausholm, Gram, Holckenhavn og Dragsholm.

### Slotte, der har været i kongeligt eje
Schackenborg, der har været i Prins Joachims eje, er et slot. Det samme gælder for Tranekær på Langeland, der periodisk var i kronens eje.